# Palliduphantes bolivari
Palliduphantes bolivari är en spindelart som först beskrevs av Fage 1931.  Palliduphantes bolivari ingår i släktet Palliduphantes och familjen täckvävarspindlar. Inga underarter finns listade i Catalogue of Life.